# نوريهيساتا تامورا
نوريهيسا تامورا (باليابانية: 田村 憲 久)، من مواليد 15 ديسمبر 1964) هو سياسي ياباني شغل منصب وزير الصحة والعمل والرفاهية من سبتمبر 2020 إلى أكتوبر 2021. وهو أيضًا عضو في مجلس النواب يمثل حي 4 منذ عام 1996.
ولد تامورا في ماتسوساكا، في 15 ديسمبر 1964، وهو خريج كلية الاقتصاد والقانون بجامعة تشيبا.

## حياته المهنية
شغل منصب وزير الصحة والعمل والرعاية الاجتماعية في عهد رئيس الوزراء شينزو آبي من عام 2012 إلى عام 2014، وتم تعيينه مرة أخرى لهذا المنصب من قبل رئيس الوزراء يوشيهيدي سوجا من سبتمبر 2020 إلى أكتوبر 2021.